# Aethecerus pinifolii
Aethecerus pinifolii är en stekelart som beskrevs av Mason 1960. Aethecerus pinifolii ingår i släktet Aethecerus och familjen brokparasitsteklar. Inga underarter finns listade i Catalogue of Life.